# Крупный рогатый скот
Кру́пный рога́тый скот — сельскохозяйственные животные, относящиеся к родам Bos и Bubalus из подсемейства Бычьи (Bovinae). Одомашнивание этой группы в Азии происходило около 8 тыс. лет назад, а в Европе — около 5—6 тыс. лет назад. Быки были приручены сравнительно раньше, чем буйволы. Зебу, который занимает обособленное положение среди крупного рогатого скота, был одомашнен примерно в II—III тысячелетии до нашей эры в Египте и Малой Азии.

## Назначение
Основным назначением крупного рогатого скота является производство мяса и молока, дополнительным — получение шкуры и иногда шерсти, сала (жира), сычужных ферментов, кетгута, желатина, мясо-костной муки и др. Используют также в качестве рабочего скота, как тягловые, вьючные животные и для верховой езды. На начало 2010-х годов в мире насчитывается около 1,3—1,4 млрд голов крупного рогатого скота.

## Крупный рогатый скот в России
На протяжении 2008—2014 годов произошло снижение поголовья крупного рогатого скота с 9,126 до 8,5 млн голов, или примерно на 7 %[уточнить]. Снижение общего поголовья животных происходит в большинстве стран с развитым молочным скотоводством. Тенденция здесь такова — снижение поголовья коров — рост их продуктивности — увеличение валового надоя молока.
Поголовье коров в России к концу 2020 года составило 7,89 млн голов, что на 0,9 % ниже уровня 2019 года. Снижение поголовья отмечается в частном секторе (-2,9 %), прирост — в сельхозорганизациях (+0,1 %) и в К(Ф)Х и ИП (+1,6 %). ТОП-20 регионов с самым большим поголовьем коров на начало 2021 года возглавляют: Республика Дагестан (462,6 тыс. голов), Республика Башкортостан (386,8 тыс.), Республика Татарстан (335,5 тыс.), Ростовская область (302,1 тыс.) и Алтайский край (288,2 тыс.).
В 2020 году молочная отрасль показала лучший результат за последние 10 лет. Объём производства молока превысил 32,2 млн тонн, что на 855 тыс. больше показателя 2019 года. Производство молока в России в 2021 году составит не менее 32,6 млн тонн, что на 1,2 % больше показателя за 2020 год.
В 2020 году средний надой молока на корову в России 4839 кг (+199 кг за год, +1063 кг с 2010 года), из них сельхозорганизации 6728 кг (+442 кг, +2539 кг с 2010 года), КФХ 3979 (+188 кг, +1233 кг с 2008 года) кг, хозяйства населения 3471 кг (0 кг, −82 кг с 2011).
Единая система идентификации поголовья КРС вводится в России с 2021 года. В 21 регионе РФ процесс завершен: каждому животному присвоен уникальный идентификационный номер, зарегистрированный в федеральной информационной системе. Он нанесен на бирку или электронный чип.

### Породы крупного рогатого скота в России
Породный состав крупного рогатого скота в РФ (2015 год):
- чёрно-пёстрая 56 %;
- голштинская 10 %;
- симментальская 8 %;
- холмогорская 8 %;
- красно-пёстрая 6 %;
- красная степная 4 %;
- айрширская 3 %;
- ярославская 2 %;
- Бурая швицкая 2 %;
- Бестужевская, сычевская, костромская, красная эстонская, истобенская, суксунская, джерсейская, тагильская, монбельярдская менее 1 %

На 01.01.2017 г. поголовье и продуктивность коров девяти ведущих молочных пород составляет:
- чёрно-пёстрая 898,9 тыс.голов (6261 кг)
- голштинская 252,9 тыс.голов (8100 кг)
- холмогорская 112,3 тыс.голов (5703 кг)
- симментальская 110,9 тыс.голов (4841 кг)
- красно-пёстрая 93,4 тыс.голов (5956 кг)
- красная степная 60,1 тыс.голов (4748 кг)
- айрширская 51,7 тыс.голов (6554 кг)
- ярославская 29,8 тыс.голов (5769 кг)
- бурая швицкая 20,1 тыс.голов (4906 кг)

Большинство отечественных пород — черно-пестрая, холмогорская, ярославская — имеют тенденцию к сокращению. Существует риск исчезновения отечественных пород молочного КРС: бестужевская, истобенская, красная горбатовская, суксунская, тагильская, кавказская бурая породы, а также якутский скот.
На 1 января 2025 года поголовье крупного рогатого скота в Российской Федерации составило 16 млн 235,1 тыс. гол., в том числе коров 7 млн 222 тыс. гол. В 2024 году средняя молочная продуктивность коров составила 9204 кг с массовой долей жира 3,93 %, белка 3,31 %.
На 2024 год ТОП-10 молочных пород, доля коров от общего поголовья, их продуктивность (жир % и белок %) :
- голштинская 72,53 %, 10082 кг (3,89 % и 3,32 %)
- чёрно-пёстрая 13,06 %, 7605 кг (3,87 % и 3,19 %)
- симментальская 2,62 %, 6103 кг (4,02 % и 3,27 %)
- айрширская 2,55 %, 7997 кг (4,20 % и 3,39 %)
- красная степная 2,14 %, 5698 кг (4,06 % и 3,25 %)
- красно-пёстрая 1,66 %, 7287 кг (4,00 % и 3,24 %)
- холмогорская  1,62 %, 7081 кг (3,84 % и 3,18 %)
- ярославская 1,12 %, 7244 кг (4,1 % и 3,31 %)
- джерсейская 0,92 %, 6444 кг (5,65 % и 4,29 %)
- бурая швицкая 0,65 %, 6131 кг (4,06 % и 3,35 %)

В России для племенного разведения предназначено 78 пород и 53 типа пород крупного рогатого скота.

### Племенное разведение крупного рогатого скота в России
Исходя из закономерностей полового акта, на крупном рогатом скоте применяют цервикальный метод искусственного осеменения, то есть сперму вводят непосредственно в канал шейки матки. Для его осуществления были в разное время предложены три способа, различающиеся по технике исполнения: визоцервикальный, маноцервикальный и ректоцервикальный. Первые два к настоящему времени повсеместно вытеснены ректоцервикальным способом.

## Основные породы крупного рогатого скота
По различным признакам породы крупного рогатого скота объединяют в несколько групп. Существуют 3 классификации пород скота: краниологическая, хозяйственная, географическая.
- Джерсейская
- Голштинская
- Чёрно-пёстрая
- Ярославская
- Холмогорская
- Швицкая
- Костромская
- Айрширская
- Красная датская
- Англерская
- Красная степная
- Симментальская
- Красно-пёстрая
- Монбельярдская
- Герефордская
- Абердин-ангусская
- Шортгорнская
- Калмыцкая
- Голландская
- Шароле
- Лимузин